# Juno First
Juno First (ジュノファースト) is een shoot 'em up arcadespel ontwikkeld door Konami en uitgegeven in 1983. Het spel werd in de Verenigde Staten uitgegeven door Gottlieb. Het spel is een verticaal scrollende shooter, met een third-person perspectief zoals Radar Scope. Het heeft, net als veel andere spellen van zijn tijd, onder andere Space Invaders en Galaga een ruimtethema. Juno First staat er echter om bekend dat de gameplay zeer hectisch is (zoals in Defender en Xevious).
Juno First werd geporteerd naar de Commodore 64 en Atari 8-bit door Greg Hiscott en uitgegeven door Datasoft.

## Gameplay

screenshot van de Atari 2600 versie

Juno First heeft een vooraf bepaald aantal vijanden per level, maar de formatie die ze vormen is niet vooraf bepaald. In plaats daarvan kan de speler zijn/haar schip naar boven, naar beneden, naar links en naar rechts bewegen om vijanden te kunnen raken. Dit systeem werd later ook weer toegepast in de shooter, Axelay, die ook door Konami werd gemaakt.
De speler moet alle vijanden in een level verslaan om naar het volgende level te gaan. De startformatie van de vijanden verandert in elk level. De speler kan een zogenaamde 'humanoid' oppikken om een bonus te krijgen. Het scherm krijgt dan een rode tint en elke vijand die de speler vernietigt levert 200 punten meer op dan de vorige vijand. De originele score voor het vernietigen van een vijand in de humanoid-modus is afhankelijk van het level.

## Klonen
Een onofficiële kloon van het spel voor de Atari 2600 homebrew werd gemaakt door Chris Walton en uitgegeven door AtariAge.